# 梁瀬峰史
梁瀬峰史（やなせ たかふみ、1987年12月23日 - ）は、山形県真室川町出身の元陸上競技選手（長距離種目）、弁護士。

## 経歴
子供の頃に地元山形であった法律問題をきっかけに弁護士を目指すようになった。中学から陸上を始めた。
2003年、駅伝の強豪校である仙台育英学園高等学校に入学、才能を開花し1年生から全国高等学校駅伝競走大会（通称都大路）を駆け、チームは優勝。2年時には、5000mで学年別としては歴代上位である14.12.08秒を記録し、都大路では区間賞を獲得、チームの総合記録樹立と優勝に貢献した。3年時も、5000mにおいてインターハイ日本人トップの4位、10000mでは世代2番目の29.18.66秒を記録するものの、3度目の都大路では3区区間27位と不本意な結果に沈んだ。しかしながら梁瀬が出場した全国高等学校駅伝競走大会は3大会連続優勝を果たした。
高校卒業後は競争の世界から逃れたく、箱根駅伝に出場しない大学に入ろうとしていたが中央大学駅伝監督の田幸寛史から熱い勧誘を受け、弁護士への道のことも考えて2006年、中央大学法学部法律学科に進学、関東インカレで自己新となる29.07.05秒を記録したが、学生3大駅伝での区間順位は2桁に終わった。
2年生となる2007年は、トラック競技では特に目立った活躍は無かったが、ハーフマラソンで好タイムを記録した。駅伝では、出雲で2区区間6位、全日本では1区区間13位だった。箱根駅伝では、レース直前に5区出走予定の大石港与にアクシデントが起き、急遽当日変更で抜擢される。箱根湯本のチェックポイントまでは3番目のタイムで走るものの、前半のオーバーペースが祟ったのか、大きく順位を落とした。
2008年の全日本大学駅伝では3区（9.5km）を27分29秒で走り、区間賞を獲得した。大学4年生時はチームの若い選手を起用する方針により出雲には出場せず、全日本と箱根は怪我で欠場、箱根は7区の給水係として参加した。
2010年に大学を卒業したのち、中央大学法科大学院へ進学した。
2013年中央大学法科大学院修了。2014年2度目の挑戦で司法試験に合格し第68期司法修習生になった。その後、みらい総合法律事務所に入所。

## 記録
自己ベスト
- 5000m：14分01秒（2008年）
- 10000m：29分07秒（2006年）
- ハーフマラソン：1時間03分20秒（2007年）